# Llista d'asteroides/157201-157300
| Nom      | Designació provisional | Data de descobriment   | Lloc de descobriment | Descobridor/s                  |
| -------- | ---------------------- | ---------------------- | -------------------- | ------------------------------ |
| 157201 - | 2004 RE13              | 4 de setembre de 2004  | Palomar              | NEAT                           |
| 157202 - | 2004 RG14              | 6 de setembre de 2004  | Siding Spring        | SSS                            |
| 157203 - | 2004 RW15              | 7 de setembre de 2004  | Socorro              | LINEAR                         |
| 157204 - | 2004 RQ16              | 7 de setembre de 2004  | Socorro              | LINEAR                         |
| 157205 - | 2004 RT18              | 7 de setembre de 2004  | Kitt Peak            | Spacewatch                     |
| 157206 - | 2004 RU18              | 7 de setembre de 2004  | Kitt Peak            | Spacewatch                     |
| 157207 - | 2004 RX18              | 7 de setembre de 2004  | Kitt Peak            | Spacewatch                     |
| 157208 - | 2004 RH22              | 7 de setembre de 2004  | Kitt Peak            | Spacewatch                     |
| 157209 - | 2004 RL22              | 7 de setembre de 2004  | Kitt Peak            | Spacewatch                     |
| 157210 - | 2004 RQ27              | 6 de setembre de 2004  | Siding Spring        | SSS                            |
| 157211 - | 2004 RJ28              | 6 de setembre de 2004  | Siding Spring        | SSS                            |
| 157212 - | 2004 RQ28              | 6 de setembre de 2004  | Siding Spring        | SSS                            |
| 157213 - | 2004 RS28              | 6 de setembre de 2004  | Siding Spring        | SSS                            |
| 157214 - | 2004 RV28              | 6 de setembre de 2004  | Siding Spring        | SSS                            |
| 157215 - | 2004 RZ28              | 6 de setembre de 2004  | Siding Spring        | SSS                            |
| 157216 - | 2004 RB29              | 7 de setembre de 2004  | Socorro              | LINEAR                         |
| 157217 - | 2004 RT29              | 7 de setembre de 2004  | Socorro              | LINEAR                         |
| 157218 - | 2004 RB34              | 7 de setembre de 2004  | Socorro              | LINEAR                         |
| 157219 - | 2004 RY35              | 7 de setembre de 2004  | Socorro              | LINEAR                         |
| 157220 - | 2004 RV53              | 8 de setembre de 2004  | Socorro              | LINEAR                         |
| 157221 - | 2004 RM56              | 8 de setembre de 2004  | Socorro              | LINEAR                         |
| 157222 - | 2004 RD58              | 8 de setembre de 2004  | Socorro              | LINEAR                         |
| 157223 - | 2004 RW61              | 8 de setembre de 2004  | Socorro              | LINEAR                         |
| 157224 - | 2004 RO64              | 8 de setembre de 2004  | Socorro              | LINEAR                         |
| 157225 - | 2004 RJ69              | 8 de setembre de 2004  | Socorro              | LINEAR                         |
| 157226 - | 2004 RS69              | 8 de setembre de 2004  | Socorro              | LINEAR                         |
| 157227 - | 2004 RK70              | 8 de setembre de 2004  | Socorro              | LINEAR                         |
| 157228 - | 2004 RY70              | 8 de setembre de 2004  | Socorro              | LINEAR                         |
| 157229 - | 2004 RB73              | 8 de setembre de 2004  | Socorro              | LINEAR                         |
| 157230 - | 2004 RF75              | 8 de setembre de 2004  | Socorro              | LINEAR                         |
| 157231 - | 2004 RL75              | 8 de setembre de 2004  | Socorro              | LINEAR                         |
| 157232 - | 2004 RF76              | 8 de setembre de 2004  | Socorro              | LINEAR                         |
| 157233 - | 2004 RU77              | 8 de setembre de 2004  | Socorro              | LINEAR                         |
| 157234 - | 2004 RK81              | 8 de setembre de 2004  | Socorro              | LINEAR                         |
| 157235 - | 2004 RD86              | 7 de setembre de 2004  | Socorro              | LINEAR                         |
| 157236 - | 2004 RB89              | 8 de setembre de 2004  | Socorro              | LINEAR                         |
| 157237 - | 2004 RX91              | 8 de setembre de 2004  | Socorro              | LINEAR                         |
| 157238 - | 2004 RJ93              | 8 de setembre de 2004  | Socorro              | LINEAR                         |
| 157239 - | 2004 RP96              | 8 de setembre de 2004  | Socorro              | LINEAR                         |
| 157240 - | 2004 RE100             | 8 de setembre de 2004  | Socorro              | LINEAR                         |
| 157241 - | 2004 RU104             | 8 de setembre de 2004  | Palomar              | NEAT                           |
| 157242 - | 2004 RN105             | 8 de setembre de 2004  | Palomar              | NEAT                           |
| 157243 - | 2004 RQ107             | 9 de setembre de 2004  | Socorro              | LINEAR                         |
| 157244 - | 2004 RT108             | 9 de setembre de 2004  | Kitt Peak            | Spacewatch                     |
| 157245 - | 2004 RU110             | 7 de setembre de 2004  | Goodricke-Pigott     | R. A. Tucker                   |
| 157246 - | 2004 RB111             | 9 de setembre de 2004  | Socorro              | LINEAR                         |
| 157247 - | 2004 RS115             | 7 de setembre de 2004  | Kitt Peak            | Spacewatch                     |
| 157248 - | 2004 RF123             | 7 de setembre de 2004  | Kitt Peak            | Spacewatch                     |
| 157249 - | 2004 RV128             | 7 de setembre de 2004  | Kitt Peak            | Spacewatch                     |
| 157250 - | 2004 RK147             | 9 de setembre de 2004  | Socorro              | LINEAR                         |
| 157251 - | 2004 RL148             | 9 de setembre de 2004  | Socorro              | LINEAR                         |
| 157252 - | 2004 RG149             | 9 de setembre de 2004  | Socorro              | LINEAR                         |
| 157253 - | 2004 RD151             | 9 de setembre de 2004  | Socorro              | LINEAR                         |
| 157254 - | 2004 RV151             | 9 de setembre de 2004  | Socorro              | LINEAR                         |
| 157255 - | 2004 RF155             | 10 de setembre de 2004 | Socorro              | LINEAR                         |
| 157256 - | 2004 RQ159             | 10 de setembre de 2004 | Socorro              | LINEAR                         |
| 157257 - | 2004 RM164             | 7 de setembre de 2004  | Socorro              | LINEAR                         |
| 157258 - | 2004 RL165             | 12 de setembre de 2004 | Jarnac               | Jarnac                         |
| 157259 - | 2004 RZ171             | 9 de setembre de 2004  | Socorro              | LINEAR                         |
| 157260 - | 2004 RZ182             | 10 de setembre de 2004 | Socorro              | LINEAR                         |
| 157261 - | 2004 RK183             | 10 de setembre de 2004 | Socorro              | LINEAR                         |
| 157262 - | 2004 RA185             | 10 de setembre de 2004 | Socorro              | LINEAR                         |
| 157263 - | 2004 RZ185             | 10 de setembre de 2004 | Socorro              | LINEAR                         |
| 157264 - | 2004 RH190             | 10 de setembre de 2004 | Socorro              | LINEAR                         |
| 157265 - | 2004 RW192             | 10 de setembre de 2004 | Socorro              | LINEAR                         |
| 157266 - | 2004 RD194             | 10 de setembre de 2004 | Socorro              | LINEAR                         |
| 157267 - | 2004 RJ198             | 10 de setembre de 2004 | Socorro              | LINEAR                         |
| 157268 - | 2004 RL200             | 10 de setembre de 2004 | Socorro              | LINEAR                         |
| 157269 - | 2004 RB209             | 11 de setembre de 2004 | Socorro              | LINEAR                         |
| 157270 - | 2004 RP217             | 11 de setembre de 2004 | Socorro              | LINEAR                         |
| 157271 - | 2004 RK222             | 13 de setembre de 2004 | Andrushivka          | G. U. Koval'chuk, V. O. Lokot' |
| 157272 - | 2004 RE224             | 8 de setembre de 2004  | Socorro              | LINEAR                         |
| 157273 - | 2004 RH226             | 9 de setembre de 2004  | Socorro              | LINEAR                         |
| 157274 - | 2004 RB227             | 9 de setembre de 2004  | Kitt Peak            | Spacewatch                     |
| 157275 - | 2004 RW230             | 9 de setembre de 2004  | Kitt Peak            | Spacewatch                     |
| 157276 - | 2004 RG231             | 9 de setembre de 2004  | Kitt Peak            | Spacewatch                     |
| 157277 - | 2004 RP231             | 9 de setembre de 2004  | Kitt Peak            | Spacewatch                     |
| 157278 - | 2004 RC233             | 9 de setembre de 2004  | Kitt Peak            | Spacewatch                     |
| 157279 - | 2004 RT233             | 9 de setembre de 2004  | Kitt Peak            | Spacewatch                     |
| 157280 - | 2004 RC234             | 9 de setembre de 2004  | Kitt Peak            | Spacewatch                     |
| 157281 - | 2004 RS254             | 6 de setembre de 2004  | Palomar              | NEAT                           |
| 157282 - | 2004 RH258             | 10 de setembre de 2004 | Kitt Peak            | Spacewatch                     |
| 157283 - | 2004 RL281             | 15 de setembre de 2004 | Kitt Peak            | Spacewatch                     |
| 157284 - | 2004 RZ286             | 15 de setembre de 2004 | Socorro              | LINEAR                         |
| 157285 - | 2004 RD287             | 15 de setembre de 2004 | Kitt Peak            | Spacewatch                     |
| 157286 - | 2004 RS287             | 15 de setembre de 2004 | 7300 Observatory     | W. K. Y. Yeung                 |
| 157287 - | 2004 RS292             | 10 de setembre de 2004 | Palomar              | NEAT                           |
| 157288 - | 2004 RU292             | 10 de setembre de 2004 | Siding Spring        | SSS                            |
| 157289 - | 2004 RD306             | 12 de setembre de 2004 | Socorro              | LINEAR                         |
| 157290 - | 2004 RX306             | 12 de setembre de 2004 | Socorro              | LINEAR                         |
| 157291 - | 2004 RH309             | 13 de setembre de 2004 | Kitt Peak            | Spacewatch                     |
| 157292 - | 2004 RN312             | 15 de setembre de 2004 | 7300 Observatory     | 7300                           |
| 157293 - | 2004 RU321             | 13 de setembre de 2004 | Socorro              | LINEAR                         |
| 157294 - | 2004 RP323             | 13 de setembre de 2004 | Socorro              | LINEAR                         |
| 157295 - | 2004 RQ323             | 13 de setembre de 2004 | Socorro              | LINEAR                         |
| 157296 - | 2004 RG334             | 15 de setembre de 2004 | Anderson Mesa        | LONEOS                         |
| 157297 - | 2004 RZ334             | 15 de setembre de 2004 | Anderson Mesa        | LONEOS                         |
| 157298 - | 2004 RT337             | 15 de setembre de 2004 | Kitt Peak            | Spacewatch                     |
| 157299 - | 2004 SV14              | 17 de setembre de 2004 | Anderson Mesa        | LONEOS                         |
| 157300 - | 2004 SD15              | 17 de setembre de 2004 | Anderson Mesa        | LONEOS                         |